# St. Apollinaris (Prag)

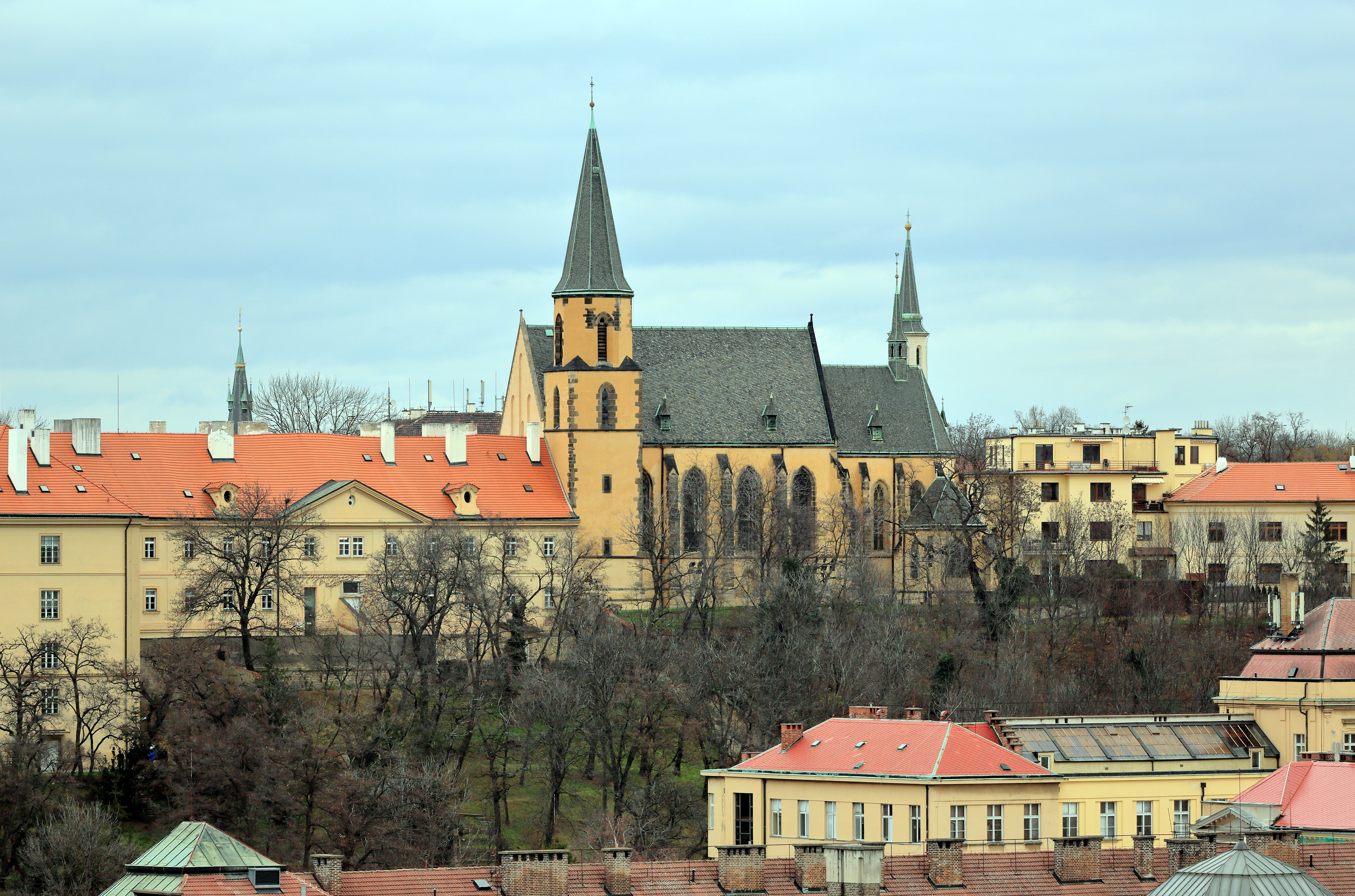
St.-Apollinaris-Kirche

Das Kollegiatstift St. Apollinaris (tschechisch Kostel svatého Apolináře) ist ein Stift in der tschechischen Hauptstadt Prag.
Das Kollegiatstift St. Apollinaris befand sich ursprünglich in Sadská. Dort wurde es Anfang des 12. Jahrhunderts durch Herzog Bořivoj II. gegründet. Kaiser Karl IV. verlegte es 1362 nach Prag, wo es seine neue Heimstatt auf dem Windberg (Větrná hora oder Na větrníku) in der Prager Neustadt fand.
Der einschiffige, fünfjochige Bau der Stiftskirche besitzt einen zweijochigen Chor mit polygonalem 5/8-Schluss und einen Turm, der ein achteckiges Obergeschoss aufweist und damit weiteren in der zweiten Hälfte des 14. Jahrhunderts in der Prager Neustadt errichteten Kloster- und Stiftskirchen gleicht. Im Inneren der Kirche sind Reste von Wandmalereien aus der Zeit um 1390 erhalten. Die Kirche wurde 1897 von Josef Mocker restauriert.